# Gianluca Curci
Gianluca Curci (Rome, 12 juli 1985) is een Italiaanse voetballer die dienstdoet als doelman. Hij tekende in augustus 2015 een contract tot medio 2017 bij 1. FSV Mainz 05, dat hem transfervrij overnam van AS Roma.

## Carrière
Curci stroomde in 2004 door uit de jeugd van AS Roma. Hij was negentien jaar toen hij hiervoor in het seizoen 2004/05 debuteerde in het eerste team. Hij speelde een groot deel van de tweede helft van het seizoen door blessures van Ivan Pelizzoli en Carlo Zotti. In het seizoen 2005/06 werd hij door het aantrekken van Doni reserve.
Curci verruilde Roma in 2008 voor AC Siena, omdat hij er meer kans zag op een basisplaats. Hij gold bij Siena als een vaste waarde en vertrok twee jaar later naar UC Sampdoria. Na een seizoen bij Sampdoria keerde hij terug naar AS Roma. Hier kwam hij in zijn eerste jaar drie competitiewedstrijden in actie, waarna de club hem voor twee seizoenen verhuurde aan Bologna. In het seizoen 2014/2015 maakte Curci weer deel uit van de selectie van AS Roma, waar hij de vierde doelman was achter Morgan De Sanctis, Łukasz Skorupski en Bogdan Lobonț.
Curci tekende in augustus 2015 een contract tot medio 2017 bij 1. FSV Mainz 05, de nummer elf van de Bundesliga in het voorgaande seizoen. Dat werd daarmee na elf aaneengesloten seizoenen in de Serie A zijn eerste club buiten Italië. Mainz nam hem transfervrij over van Roma.

## Erelijst
| Coppa Italia | 2x | 2006/07, 2007/08 |
| Supercoppa   | 1x | 2007             |